# Zenīkānlū
Zenīkānlū (persiska: Zeynekānlū, زنیکانلو) är en ort i Iran.   Den ligger i provinsen Nordkhorasan, i den nordöstra delen av landet, 600 km öster om huvudstaden Teheran. Zenīkānlū ligger 1 748 meter över havet och antalet invånare är 186.
Terrängen runt Zenīkānlū är kuperad. Runt Zenīkānlū är det ganska glesbefolkat, med 38 invånare per kvadratkilometer. Närmaste större samhälle är Bāsh Maḩalleh, 7,4 km söder om Zenīkānlū. Trakten runt Zenīkānlū består i huvudsak av gräsmarker.